# Maksymian (imię)
Maksymian – imię męskie pochodzenia łacińskiego, derywowane od imienia Maksym. Wśród patronów – św. Maksymian, pierwszy arcybiskup Rawenny.
Maksymian imieniny obchodzi 22 lutego, 9 czerwca i 3 października.